# Geely Holding Group
Geely Holding Group (Zhejiang Geely Holding Group Co.Ltd, ZGH) è un conglomerato cinese, basato ad Hangzhou, nel sud est del continente asiatico. Il nome inglese Geely è un adattamento del cinese 吉利 (Jílì) che significa "di buon auspicio". Fondata nel 1986, è attiva nel settore dell'automobile dal 1997.
Possiede numerosi marchi automobilistici, ognuno caratterizzato da un proprio posizionamento in termini di prodotto, di mercati serviti e di strategie di marketing. Tra questi si ricordano: Geely Auto, Lynk & Co, Volvo Cars, Polestar, Proton, Lotus, London Electric Vehicle Company, Yuan Cheng Auto, Terrafugia, Qianjiang Motorcycles, Joma, Saxo Bank e MiTime. Dal febbraio 2018 il gruppo è anche primo azionista (con il 9,7%) di Daimler.
Nel 2018 il gruppo Geely ha prodotto complessivamente 2,15 mln di veicoli e impiegato 120.000 dipendenti. Complessivamente il gruppo può contare su 40 stabilimenti produttivi e 9 centri di Ricerca e Sviluppo. Fondatore e presidente del gruppo è Li Shufu, mentre vice presidente è Yanh Jian.

## Storia
Attivo nel settore dell'automobile dal 1997, solo dal 2010 il gruppo inizia un'aggressiva espansione fuori dai confini nazionali che porta nel portafoglio della società anche alcuni marchi storici europei (come Volvo e Lotus oltre alla partecipazione in Daimler). Nell'agosto 2010 viene annunciato, l'acquisto del 100% di Volvo Cars dal gruppo Ford per 1,8 miliardi di dollari. Grazie ai nuovi capitali cinesi e al ritrovato grado di indipendenza gestionale, il marchio Svedese rinnova totalmente la propria gamma e per prima nel settore dell'auto, annuncia che dal 2019 produrrà solo veicoli elettrici o ibridi. Viene rilanciato anche il marchio sportivo Polestar.
Nel febbraio 2013 viene rilevata la storica London Taxi Company (fondata nel 1919) ridenominandola London EV Company (LEVC) puntando sui taxi puramente elettrici. Nel 2016 la Zhejiang Geely Holding acquisisce la maggioranza della Qianjiang Motorcycle (nome per esteso "Zhejiang Qianjiang Motorcycle Group Co"), uno dei più grandi produttori di motociclette in Cina. Tra i marchi rilevati compare anche l'italiano Benelli ma anche Keeway, KSR e Generic marchi noti anche in Europa.
Nel maggio 2017 il gruppo Geely annuncia l'acquisto del 49,9% della malese Proton. Lo stesso accordo prevede la cessione a Geely del 51% della casa automobilistica inglese Lotus Cars detenuto dalla stessa Proton (il restante 49% viene ceduto alla Etika Automotive. Nello stesso anno Polestar, divisione di Volvo, inizia a produrre modelli con il proprio marchio, contemporaneamente in Cina viene lanciata Lynk&Co. Nell'ottobre 2017 viene acquisito il controllo (51,1%) della banca danese Saxo Bank specializzata nel brokeraggio e trading online. Le azioni sono state rilevate direttamente dal fondatore della società Lars Seier Christensen. Nel novembre 2017 viene annunciato l'acquisto della start up americana Terrafugia che sviluppa prototipi di automobili volanti. Nel dicembre 2017 viene rilevato dal fondo Cevian Capital l'8,2% del costruttore di camion Volvo Trucks, per un valore stimato di 3,8 miliardi di dollari.
Con un investimento di 7,3 miliardi di euro, nel febbraio 2018 il gruppo Geely diviene il primo azionista di Daimler (che controlla il marchio Mercedes) con una quota del 9,7%. Le azioni sono state rastrellate direttamente sul mercato. L'operazione è stata supportata da Bank of America. Nel marzo 2019, viene rilevato il 50% di Smart per costituire insieme al costruttore tedesco una joint venture per rilanciare il marchio a livello globale come "puramente elettrico". A settembre 2019 viene acquisito il 10% di Volocopter GmbH, start up tedesca specializzata nella progettazione di elicotteri e taxi aerei elettrici.
Nel Settembre 2022, viene acquisito il 7,6% del marchio britannico Aston Martin., controllato dall'imprenditore canadese Lawrence Stroll.

## Altre attività
Tra le altre attività del gruppo Geely sono da ricordare la fondazione nell'anno 2000 della Beijing Geely University (con circa 10.000 studenti) e della Sanya University (con oltre 18.000 studenti). Entrambe sono tra i primi esempi di università privata in Cina e offrono corsi di laurea in Arte, Letteratura, Ingegneria, Giurisprudenza e Economia.